# Arcadio María Larraona Saralegui
Arcadio María Larraona Saralegui C.M.F., španski rimskokatoliški duhovnik, škof in kardinal, * 13. november 1887, Oteiza de la Solana, † 7. maj 1973, Rim.

## Življenjepis
10. junija 1911 je prejel duhovniško posvečenje.
11. decembra 1950 je postal tajnik Kongregacije za zadeve verujočih.
14. decembra 1959 je bil povzdignjen v kardinala in imenovan za kardinal-diakona Ss. Biagio e Carlo ai Catinari.
13. avgusta 1961 je postal višji sodnik Apostolske penitenciarije in 12. februarja 1962 prefekt Kongregacije za obrede. 9. januarja 1968 je odstopil s položaja prefekta.
5. aprila 1962 je bil imenovan za naslovnega škofa Diocaesareje in 19. aprila istega leta je prejel škofovsko posvečenje. Že naslednje leto je odstopil s škofovskega položaja.
28. aprila 1969 je postal kardinal-duhovnik S. Cuore di Maria.